# La viuda de la mafia
La viuda de la mafia est une telenovela colombienne diffusée en 2004-2005 par Coestrellas pour RCN Televisión.

## Distribution
| Acteur/ Actrice        | Personnage                     |
| ---------------------- | ------------------------------ |
| Carolina Gómez         | Diana Martin de Montes         |
| Abel Rodríguez         | Camilo Pulido/ Frank "veneno"  |
| Patrick Delmas         | Aníbal Montes                  |
| Katherine Porto        | Ximena Ramírez                 |
| Nicolás Montero        | Carlos Alberto "Cabeto" Montes |
| Luís Eduardo Arango    | Lizandro Ramírez               |
| Ernesto Benjumea       | Humberto "Lamberto"            |
| Constanza Duque        | Dora de Martin                 |
| Margalida Castro       | Inés de Montes                 |
| Andrea Montenegro      | Clara María "Clarabella" López |
| Cecilia Navia          | Aurora Pulido vd. de Mesa      |
| Sebastián Martínez     | Elkin Montes                   |
| Lucas Velasquez        | Samuel Martin                  |
| Johanna Bahamón        | Karen Frías                    |
| Ricardo Vélez          | Octavio"El Capi"Montes         |
| Santiago Alarcón       | Osvaldo                        |
| Joavany Álvarez        | Albeiro Malaber                |
| Luís Miguel Estela     |                                |
| Juan Pablo Franco      | Alvaro Mesa                    |
| Juan Manuel Gallego    | Verner                         |
| Catalina Gómez         | Maria Luisa Bernal             |
| María Alejandra Pinzón | Jenni Paola "Yeni" de Cruz     |
| Carolina Sepúlveda     | Maria                          |
| Carlos Serrato         | Abel Cruz                      |
| Patricia Tamayo        |                                |
| Horacio Tavera         |                                |